# Campo de concentração de Jasenovac
Jasenovac foi um campo de concentração Ustase na Croácia, onde dezenas de milhares de sérvios, ciganos e judeus foram mortos pelas forças do movimento terrorista e genocida Ustaše. Entre 500 e 600 mil mortos foram oficialmente reconhecidos pela ex-Iugoslávia, enquanto outros estudos apontam números próximos a 700 000 a 1 000 000 vítimas.
Jasenovac foi liderado pelo oficial Ustaše Dinko Šakić, preso na Argentina em 1998. Levado a julgamento em seu país, Šakić e sua amante, Nada Luburić, negaram no tribunal todas as acusações, mas foram condenados. O julgamento de Šakić trouxe aos croatas a mancha na memória por envolvimento absoluto de seus líderes diretamente com a Alemanha nazista de Adolf Hitler.
|  |  |